# I dieci comandamenti (musical)
I dieci comandamenti è uno spettacolo musicale francese, ma tradotto anche in italiano, per la regia di Elie Chouraqui e con le musiche di Pascal Obispo, ispirato al celebre episodio biblico dell'Esodo.

## Primo tempo
Il faraone Seti I ordina il massacro di tutti i neonati maschi ebrei. Una schiava di nome Yochebed riesce a salvare il proprio bambino, grazie all'aiuto dei figli Aronne e Miriam, e, depostolo su una cesta, lo abbandona alle acque del fiume Nilo. Il piccolo viene trovato dalla sorella del faraone, Bithia, che decide di adottarlo, dandogli il nome di Mosè. Entra dunque in scena anche Seti che, sotto le preghiere della sorella, benedice il piccino e le permette di adottarlo. 
Passano alcuni anni, Mosè cresce nel palazzo reale insieme al figlio legittimo del faraone, Ramses. Entrambi sono innamorati della giovane Nefertari, anche lei di sangue reale, che di certo non disdegna le attenzioni dei due baldi principi. Seti nello stesso momento nomina Ramses suo legittimo erede e Mosè capo architetto reale. I due sono felicissimi per questo evento e sognano un futuro vissuto insieme come fratelli. 
Intanto nel cantiere ebraico gli schiavi soffrono sotto le frustate degli aguzzini. Giosuè rimpiange la propria libertà ma le sue parole vengono interrotte dai colpi di un sorvegliante. Mosè, che è rimasto sconvolto per le parole dell'ebreo, lo salva e uccide il suo carnefice. Scopre così le sue vere origini e decide di seguire la sua gente in mezzo a queste sofferenze. 

Scena dal musical

Le guardie del faraone lo catturano e lo conducono in presenza di Seti. Due testimoni esprimono di fronte al sovrano ciò che hanno visto ma le loro testimonianze sono contrapposte. Uno di essi riesce però a trovare delle prove inconfutabili sulla colpevolezza di Mosè. Il faraone, benché a malincuore, è costretto a esiliare il giovane. Nefertari e Ramses si ribellano al volere di Seti ma ormai è troppo tardi. Lo stesso sovrano, affranto dal rimorso, muore per il dolore. 
Mosè, giunto nel paese di Madian, difende le figlie del sacerdote Jetro dagli assalti di alcuni pastori e sposa la maggiore di esse, Zippora. Nello stesso momento, in Egitto. Ramses, divenuto faraone alla morte del padre, sposa Nefertari in una solenne cerimonia.

## Secondo tempo
Mosè riceve la celebre visione del roveto ardente, il Signore gli ordina di tornare in Egitto per liberare il suo popolo. Zippora, Miriam, Jocabel, Bithia e Nefertari, le donne che lo hanno amato, hanno paura per lui. 
Intanto in Egitto, gli schiavi sono maggiormente oppressi, Ramses li sopprime con indicibili gravami. Miriam chiede pietà al faraone ma viene malmenata dai soldati. Yochebed si ribella al volere del monarca e chiede di poter essere libera. Come risposta alle sue pretese ecco giungere anche Mosè, ambasciatore del volere divino. Scoppia una rissa fra i guerrieri egiziani e gli schiavi ebrei. Ramses e Mosè si scontrano, nessuno dei due vuole cedere.
Il profeta scaglia sull'Egitto nove terribili piaghe che costringono all'impotenza gli egiziani: il Nilo diventa rosso sangue, rane piovono dal cielo, le zanzare infestano il regno, mosconi si lanciano sugli esseri umani, una pestilenza decima il bestiame, la grandine e le locuste distruggono i raccolti, bubboni ricoprono la pelle degli egiziani, il buio ricopre la terra del Nilo. Ramses però non cede. Ecco ora un'ultima orribile piaga, la morte dei primogeniti. Il faraone piange sul sarcofago del figlio, e con lui anche Nefertari che esprime tutto il proprio dolore di madre, ribellandosi a un volere secondo lei ingiusto.
Gli ebrei festeggiano così la propria libertà, Mosè osserva triste Ramses e Nefertari che vanno via piangendo. Bithia decide di partire insieme al figlio adottivo. Gli israeliti giungono sulle rive del Mar Rosso ma non sanno come oltrepassarlo. Mosè apre le acque e gli ebrei sono salvi. Gli egiziani, che li inseguivano, rimangono così bloccati. Ramses e Mosè riscoprono solo adesso il proprio amore fraterno, un amore che riesce a dividere ancora le acque del mare, un amore che però non può più continuare, i due devono separarsi per sempre ormai.
Mosè e la sua gente giungono ora alle pendici del monte Sinai. Il profeta, accompagnato da Giosuè, si incammina verso le cime, per ricevere la legge divina. Mentre questi è assente, il popolo pecca agli occhi del Signore, adorando un idolo d'oro, il famoso vitello, e abbandonandosi a ogni genere di abominio. Mosè torna al campo con in mano i dieci comandamenti e rimprovera gli israeliti. Il vitello d'oro viene distrutto e al suo posto è trasportata in scena l'arca dell'alleanza, all'interno della quale vengono poste da Aronne e Giosuè le due tavole della Legge.

## Canzoni e intermezzi
1- La preghiera del mondo
2- Il massacro
3- Ti lascio e ti abbandono
4- Si chiamerà Mosè
5- Seti e il suo impero
6- Il dilemma
7- Disaccordo
8- A ciascuno il suo sogno
9- Il popolo Giudeo
10- Il mio dolore massimo
11- In caduta
12- Non avevo mai pregato prima
13- Il processo
14- Senza lui
15- Oh Mosè
16- L'incontro
17- È quello che volevo
18- Il matrimonio
19- Colui che va
20- Ma tu te ne vai
21- Questa è la mia volontà
22- Lascia il mio popolo andar via
23- A ciascuno la sua spada
24- Le dieci piaghe
25- L'inaccettabile
26- Libertà
27- Davanti al mare
28- Fratello 
29- Una ragione per sperare
30- Il vitello d'oro
31- I dieci comandamenti
32- La voglia d'amare
33- Finale

## Cast francese
- Mosè: Daniel Levi
- Ramses: Ahmed Mouici
- Nefertari: Ginie Line
- Zippora: Nourith
- Miriam: Yael Naim
- Yochebed: Anne Warin
- Bithia: Lisbet Guldbaek
- Aronne: Pedro Alves
- Giosuè: Pablo Villafranca

## Cast italiano
- Mosè: Sergio Moschetto
- Ramses: Roberto Tiranti
- Nefertari: Melody Castellari
- Yochebed: Renata Fusco
- Bithia: Lidia Malgieri
- Miriam: Irene Fornaciari
- Zippora: Barbara Eramo
- Giosuè: Daniele Vit

## Staff
- Regia: Elie Chouraqui
- Musiche: Pascal Obispo
- Testi: Lionel Florence; Patrice Guirao
- Coreografie: Kamel Ouali
- Costumi: Sonia Rykiel
- Decorazioni: Giantito Burchiellaro
- Effetti speciali: Stephane Bidault; Christophe Chanvin